# Kościół św. Michała w Księżym Lesie
Kościół św. Michała Archanioła w Księżym Lesie – zabytkowy kościół katolicki znajdujący się w Księżym Lesie, w powiecie tarnogórskim, w województwie śląskim. Jest kościołem filialnym parafii Narodzenia św. Jana Chrzciciela w Kamieńcu, w dekanacie Pyskowice, w diecezji gliwickiej. 
Świątynia znajduje się na szlaku architektury drewnianej województwa śląskiego.

## Historia
Pierwsze wzmianki o Księżym Lesie pochodzą z 1302 roku. Kościół został wybudowany w 1498 roku przez właściciela majątku, Johanna Slaweckiego. W latach 1570–1629 był wykorzystywany jako świątynia zboru protestanckiego. W XVIII wieku dobudowano boczną kaplicę, w 1905 roku – murowaną kruchtę. Znacznie zniszczony w 1945 r., odbudowany w 1955 r. W 1960 przebudowano wieżyczkę z zakończonej iglicą na baniastą.
Protokół wizytacyjny z 1720 r. wymienia wolnostojącą dzwonnicę, która nie zachowała się do czasów dzisiejszych, a dzwony zawieszone są obecnie w górnej części ceglanej przybudówki.
Jest to jeden z najstarszych drewnianych kościołów na Śląsku.
W 2020 roku miał miejsce remont świątyni, podczas którego m.in. przywrócono pierwotny wygląd hełmu wieżyczki oraz wymieniono gont pokrywający dach.

## Architektura i wnętrze
Kościół późnogotycki, orientowany, drewniany o konstrukcji zrębowej, wzniesiony jest na podmurówce z kamienia i cegły. Ściany i dachy kościoła pokryte są gontem. W kalenicy wieżyczka na sygnaturkę. Soboty znajdują się obecnie tylko od północy, choć według protokołu wizytacyjnego z 1678 r. okalały cały kościół. Część sobót zabudowano z przeznaczeniem na skład kościelny.
Prezbiterium i nawa są zbudowane na planie niemal kwadratowym. Do nawy od południa przylega kapliczka, a od zachodu – murowana kruchta. Ołtarz główny św. Michała Archanioła jest neobarokowy, a po jego bokach znajdują się rzeźby: Serce Marii i Serce Jezusa. Ołtarze boczne późnobarokowe. W ołtarzu lewym obraz Ukrzyżowanie z Matką Boską, śś. Marią Magdaleną i Janem Ewangelistą, w prawym – obraz św. Katarzyny Aleksandryjskiej. W kościele znajduje się także obraz przedstawiający św. Michała Archanioła (XVIII wiek), pochodzący z kościoła Narodzenia św. Jana w Kamieńcu.

## Otoczenie
Kościół położony jest na wzgórzu cmentarnym, dawniej ogrodzonym murem. Przy kościele krzyż z 1901 r. W pobliżu kościoła znajdował się pomnik przyrody – lipa drobnolistna o obwodzie pnia ok. 3,5 m, powalona przez huragan 15 sierpnia 2010 roku.